# Kratko tandemno ponavljanje
Kratko tandemno ponavljanje (STR, mikrosatelit) se javlja u nekodirajućem regionu DNK kad se obrazac sa dva ili više nukleotida ponavlja i kad su ponavljajuće sekvence direktno jedna pored druge. Dužina pojedinačnog ponavljanja može da varira u opsegu od 2 do 5 baznih parova (bp) (na primer (CATG)n u genomskom regionu) i tipično se nalaze u intronima. Polimorfizam kratkih tandemnih ponavljanja (STRP) se javlja kad se homologni STR lokusi razlikuju po broju ponavljanja između pojedinaca. Putem identifikovanja ponavljanja u specifičnoj sekvenci na specifičnim lokacijama genoma, moguće je kreirati genetički profil osobe. Veliki broj STR sekvenci ljudskog genoma je poznat. STR analiza je postala preovladavajući metod analize za određivanje genetičkih profila u forenzičkim slučajevima.

## Forenzička analiza
STR analiza je relativno nova tehnologija u polju forenzike, koja je zadobila popularnost tokom 1990-tih. Ona se koriti za uzimanje genetičkih otisaka prstiju pojedinaca. STR sekvence koje se korite u forenzičkoj analizi su tetra- ili penta-nukleotidna ponavljanja (4 ili 5 ponavljajućih nukleotida), jer ona daju pouzdane podatke i jer su dovoljno robusna da prežive degradaciju u neidealanim uslovima. Kraća ponavljanja sekvence mogu da budu posledica laboratorijskih artifakata, kao i činjenice da je nekoliko genetičkih bolesti asocirano sa trinukleotidnim ponavljanjima, npr. Hantingtonova bolest. Duže ponavljajuće sekvence su podložnije degradaciji i teže se pojačavaju primenom PCRa, slično kraćim sekvencama.
Analiza se izvodi ekstrahovanjem DNK iz jedra ćelija u forenzičkom uzorku. Zatim se pojačavaju specifični polimorfni regioni DNK primenom polimerazne lančane reakcija. Nakon amplifikacije tih sekvenci, one se razdvajaju bilo putem gel elektroforeze ili kapilarne elektroforeze, koja omogućava određivanje broja ponavljanja u STR sekvenci.

## Spoljašnje veze
- Baza podataka frekvencija ljudskih STR alela
- Y-DNK testiranje